# بالتیمور (اوهایو)
بالتیمور (به انگلیسی: Baltimore) یک منطقهٔ مسکونی در ایالات متحده آمریکا است که در شهرستان فیرفیلد، اوهایو واقع شده‌است. بالتیمور ۵٫۷۶ کیلومتر مربع مساحت و ۲٬۹۶۶ نفر جمعیت دارد و ۲۶۳ متر بالاتر از سطح دریا واقع شده‌است.